# Phorbas palmatus
Phorbas palmatus är en svampdjursart som beskrevs av Gustavo Pulitzer-Finali 1993. Phorbas palmatus ingår i släktet Phorbas och familjen Hymedesmiidae. Inga underarter finns listade i Catalogue of Life.